# Österreichische Judo-Damen-Mannschaftsmeisterschaft 1995
Die Österreichische Judo-Damen-Mannschaftsmeisterschaft 1995 ermittelte zum 15. Mal den Österreichischen Mannschaftsmeisters im Judo. Sie wurde vom Österreichischen Judoverband ausgetragen. Sieger war zum 1. Mal der Vereinsgeschichte der WKG Salzburg.

## Tabelle
| Position | Mannschaft            | Ort               | Bundesland       | Quelle |
| -------- | --------------------- | ----------------- | ---------------- | ------ |
| 1        | WKG Salzburg          | Salzburg          | Salzburg         | [ 2 ]  |
| 2        | JGV Wien              | Wien              | Wien             | [ 2 ]  |
|          | Mödling               | Mödling           | Niederösterreich | [ 3 ]  |
|          | Stadt des Kindes Wien | Wien              | Wien             | [ 3 ]  |
|          | UJZ Mühlviertel       | Niederwaldkirchen | Oberösterreich   | [ 3 ]  |

Stand: 2025-03-15

## Begegnungen
| Datum             | Mannschaft 1 | Mannschaft 2 | Siege 1 | Siege 2 | Quelle |
| ----------------- | ------------ | ------------ | ------- | ------- | ------ |
| 26. November 1995 | WKG Salzburg | JGV Wien     | 4       | 3       | [ 2 ]  |

## Kader des österreichischen Meisters
| Mannschaft   | Name             | Land    | Gewichtsklasse | Quelle |
| ------------ | ---------------- | ------- | -------------- | ------ |
| WKG Salzburg | Fredl            | Austria |                | [ 2 ]  |
| WKG Salzburg | Gleiter          | Austria |                | [ 2 ]  |
| WKG Salzburg | Rausch           | Austria |                | [ 2 ]  |
| WKG Salzburg | Doris Pöllhuber  | Austria | -72 kg         | [ 2 ]  |
| WKG Salzburg | Beata Maksymow   | Poland  | +72 kg         | [ 2 ]  |
| WKG Salzburg | Ronny Tiefgraber | Austria | Manager        | [ 3 ]  |